# خاویر بونیار
خاویر بونیار (انگلیسی: Javier Boñar؛ زادهٔ ۳ ژوئن ۲۰۰۵) بازیکن فوتبال اهل اسپانیا ست که در حال حاضر برای باشگاه فوتبال اتلتیکو مادرید بی بازی می‌کند. 
وی همچنین در تیم‌های ملی فوتبال زیر ۱۵ سال اسپانیا، زیر ۱۷ سال اسپانیا، زیر ۱۸ سال اسپانیا و زیر ۱۹ سال اسپانیا بازی کرده است.